# Ahmajärvi (sjö i Finland, Lappland, lat 66,87, long 24,22)
Ahmajärvi är en sjö i Finland. Den ligger i kommunen Pello i landskapet Lappland, i den norra delen av landet, 700 km norr om huvudstaden Helsingfors. Ahmajärvi ligger 122,8 meter över havet. Arean är 9,8 hektar och strandlinjen är 1,3 kilometer lång. Sjön  ingår i Torne älvs huvudavrinningsområde. 